# Красноармейский динасовый завод
Красноармейский динасовый завод — промышленное предприятие в городе Покровск Донецкой области Украины.

## История
Строительство динасового завода на северной окраине селения Гришино началось в октябре 1931 года в соответствии с первым пятилетним планом развития народного хозяйства СССР, через два года первая очередь завода была введена в эксплуатацию, в 1934—1935 гг. строительство завода было завершено. Изначально завод выпускал только нормальный и фасонный динас для мартеновских печей, однако в дальнейшем ассортимент выпускаемой продукции увеличился.
После того, как 13 марта 1938 года посёлок получил название Красноармейское, предприятие получило название Красноармейский динасовый завод.
В ходе Великой Отечественной войны в связи с приближением к городу линии фронта оборудование динасового завода было эвакуировано. 19 октября 1941 года город был оккупирован немецкими войсками. 7 сентября 1943 года город был освобождён войсками Юго-Западного и Южного фронтов, и началось восстановление разрушенного завода.
В 1947 году первая очередь восстановленного динасового завода была введена в эксплуатацию и возобновила выпуск продукции. Позднее завод был реконструирован и оснащён новым оборудованием.
По состоянию на начало 1970 года завод выпускал нормальный и фасонный динас для мартеновских печей, огнеупорные динасовые изделия, материалы для возведения коксовых батарей, хромомагнезитовые изделия, циркониевые стаканы для устройств непрерывного разлива стали для металлургических, коксохимических и машиностроительных предприятий СССР, а также на экспорт — для Болгарии, Венгрии, Кубы, Польши, Румынии, Югославии, Турции, Объединённой Арабской Республики и иных стран мира.
В целом, в советское время Красноармейский динасовый завод им. Ф. Э. Дзержинского входил в число ведущих предприятий города.
После провозглашения независимости Украины государственное предприятие было преобразовано в открытое акционерное общество.
В августе 1997 года завод был включён в перечень предприятий, имеющих стратегическое значение для экономики и безопасности Украины.
Начавшийся в 2008 году экономический кризис осложнил положение предприятия, 2010 год завод завершил с чистым убытком в размере 3,208 млн. гривен. В это время производственная мощность завода составляла 150 тыс. тонн огнеупоров в год, а собственниками предприятия являлись физическое лицо Валерий Макоткин (у которого находилось 34,222 % акций), фирма «Highland Sales & Distribution Ltd», зарегистрированная на Британских Виргинских островах (38,572 % акций) и некоторое количество миноритарных акционеров.
22 марта 2011 года контрольный пакет в размере 94,9 % акций завода был продан инвестиционной группе «Альтера Финанс».

## Деятельность
Завод производит огнеупорные динасовые изделия, материалы для возведения коксовых батарей, воздухонагревателей доменных печей, мартеновских, электросталеплавильных, стекольных печей и других тепловых агрегатов.

## Известные сотрудники
- Максименко, Нина Фёдоровна (род. 1927) — Герой Социалистического Труда.